# Artesia (Califòrnia)
Artesia és una ciutat dels Estats Units a l'estat de Califòrnia. Segons el cens del 2000 tenia 16.380 habitants.

## Demografia
Segons el cens del 2000, Artesia tenia 16.380 habitants, 4.470 habitatges, i 3.625 famílies. La densitat de població era de 3.903,9 habitants/km².
Dels 4.470 habitatges en un 40,7% hi vivien nens de menys de 18 anys, en un 60,4% hi vivien parelles casades, en un 14,1% dones solteres, i en un 18,9% no eren unitats familiars. En el 15,3% dels habitatges hi vivien persones soles el 6,7% de les quals corresponia a persones de 65 anys o més que vivien soles. El nombre mitjà de persones vivint en cada habitatge era de 3,54 i el nombre mitjà de persones que vivien en cada família era de 3,87.
Per edats la població es repartia de la següent manera: un 27,2% tenia menys de 18 anys, un 10,1% entre 18 i 24, un 29,4% entre 25 i 44, un 21% de 45 a 60 i un 12,4% 65 anys o més.
L'edat mediana era de 34 anys. Per cada 100 dones de 18 o més anys hi havia 95,8 homes.
La renda mediana per habitatge era de 44.500 $ i la renda mediana per família de 47.017 $. Els homes tenien una renda mediana de 34.447 $ mentre que les dones 25.256 $. La renda per capita de la població era de 15.763 $. Entorn del 8,7% de les famílies i l'11,5% de la població estaven per davall del llindar de pobresa.

## Poblacions més properes
El següent diagrama mostra les poblacions més properes.